# 前930年代
| 千纪： | 前1千纪 |
| 世纪： | 前11世纪 \| 前10世纪 \| 前9世纪                                                                            |
| 年代： | 前960年代 \| 前950年代 \| 前940年代 \| 前930年代 \| 前920年代 \| 前910年代 \| 前900年代                    |
| 年份： | 前939年 \| 前938年 \| 前937年 \| 前936年 \| 前935年 \| 前934年 \| 前933年 \| 前932年 \| 前931年 \| 前930年 |

重要事件及趋势
- 希伯來王國（前1020年至前931年）分裂為北方的以色列王國 (後期)（前931年至前722年）與南方的猶太王國（前931年至前586年）。

## 去世
重要人物
- 所羅門王，以色列王國第三代國王。